# Champis
Champis är en kolsyrad läskedryck från Örebro. Drycken togs fram av Robert Roberts 1910 till följd av dåtidens debatt om svenskarnas alkoholkonsumtion. Från början gick den under namnet Champagneläskedryck, men såldes från och med 1918 under benämningen Champis som enligt bryggeriet Spendrups redan var etablerad i folkmun. Drycken finns än idag på marknaden och marknadsförs av Spendrups. Bryggeriet marknadsför att endast skaparens sonsonsson Göran Roberts känner till receptet som hålls hemligt.
Champis innehåller ingredienser från både äpple och druva vilket enligt marknadsföringen ger en smak som påminner om champagne.